# Fuminana extata
Fuminana extata är en insektsart som beskrevs av Freytag 1989. Fuminana extata ingår i släktet Fuminana och familjen dvärgstritar. Inga underarter finns listade i Catalogue of Life.